# Новосолёное
Новосолёное (укр. Новосолоне) — село,
Подгорненский сельский совет,
Новониколаевский район,
Запорожская область,
Украина.
Код КОАТУУ — 2323684005. Население по переписи 2001 года составляло 214 человек.

## Географическое положение
Село Новосолёное находится в 1,5 км от правого берега реки Солёная,
выше по течению на расстоянии в 3,5 км расположено село Подгорное.

## История
Немецкое село Вассеррейх (позже Ленинфельд) основано в 1922 г. 
- В 1945 г. хутор Ленинфельд переименован в Ленинский[3].